# Pristimantis myersi
Pristimantis myersi är en groddjursart som först beskrevs av Coleman J. Goin och Cochran 1963.  Pristimantis myersi ingår i släktet Pristimantis och familjen Strabomantidae. IUCN kategoriserar arten globalt som livskraftig. Inga underarter finns listade i Catalogue of Life.